# Saren
Saren is een bestuurslaag in het regentschap Sragen van de provincie Midden-Java, Indonesië. Saren telt 3442 inwoners (volkstelling 2010).